# Nico Emonds
Nico Emonds (Hasselt, 4 april 1961) is een voormalig Belgisch wielrenner.

## Belangrijkste overwinningen
1982
- Parijs-Troyes
- Omloop Het Volk voor Beloften & elite zonder contract

1985
- 3e etappe Étoile des Espoirs

1986
- 4e etappe deel B Ronde van België
- Eindklassement Ronde van België

1990
- Ronde van Aragon

1993
- Flèche Hesbignonne-Cras Avernas
- Izegem Koers

1994
- Flèche Hesbignonne-Cras Avernas

## Resultaten in voornaamste wedstrijden
| Jaar | Ronde van Italië | Ronde van Frankrijk | Ronde van Spanje |
| ---- | ---------------- | ------------------- | ---------------- |
| 1983 |                  | opgave              |                  |
| 1984 |                  |                     | opgave           |
| 1985 |                  | opgave              |                  |
| 1986 |                  | 70e                 |                  |
| 1990 |                  |                     | 35e (1)          |
| 1991 | 128e             | opgave              |                  |
| 1992 | 45e              |                     | 69e              |
| 1994 |                  | opgave              | 78e              |
| 1995 |                  |                     |                  |

| Jaar | Milaan-San Remo | Amstel Gold Race | Luik-Bast.‑Luik |
| ---- | --------------- | ---------------- | --------------- |
| 1983 |                 |                  |                 |
| 1984 |                 |                  |                 |
| 1985 | 62e             |                  |                 |
| 1986 | 16e             | 10e              | 41e             |
| 1990 |                 |                  |                 |
| 1991 |                 |                  |                 |
| 1992 |                 |                  |                 |
| 1994 |                 |                  |                 |
| 1995 |                 |                  |                 |

## Werelduurrecord
In 1995 deed Emonds tot tweemaal toe een aanval op het werelduurrecord. Bij zijn tweede poging strandde hij op 52,466 km. Hij is daarmee sneller dan de voormalige recordhouders Eddy Merckx en Francesco Moser. Zijn was toen de vijfde beste tijd ooit en leverde het Belgisch record op. Dat is ondertussen scherper gesteld door Victor Campenaerts (2019).